# 가나가와 신문
가나가와 신문(일본어: 神奈川新聞)은 가나가와현 요코하마시에서 발간되는 신문으로 1980년에 창간되었다. 발행되는 부수는 14만 부인데 이는 광역지인 도쿄 신문을 제외하고 수도권 지역에서 많은 부수를 자랑하는 지역 신문이다. 현내에서는 요미우리 신문, 아사히 신문, 닛케이 신문에 이어 방행 부수 4위의 일간지로 기록되고 있다.
참고로 간토 7의 가맹 신문사이다.